# Lucio Neracio Prisco (cónsul 97)
Lucio Neracio Prisco (en latín: Lucius Neratius Priscus) fue un jurista y senador romano que vivió a finales del siglo I y principios del siglo II, y desarrolló su cursus honorum bajo Vespasiano, Tito, Domiciano, Nerva, y Trajano. 

## Orígenes y familia
Los orígenes de la gens Neracia se encuentran en la ciudad itálica de Saepinum, en el corazón del Samnio; El padre de Prisco era Lucio Neracio Prisco, cónsul sufecto en el año 87. Se sabe que tenía un hermano menor, Lucio Neracio Marcelo, que fue adoptado por su tío Marco Hirrio Frontón Neracio Pansa, que fue cónsul sufecto alrededor del año 78 y promovido en la clase Patricia; Marcelo se convirtió en cónsul sufecto dos años antes que Prisco (95) y cónsul ordinario en el año 129.

## Carrera política
Se conoce gran parte del cursus honorum de Prisco. Su primer cargo conocido fue el de tribuno militar en la Legio XXII Primigenia entre los años 79 a 80, en su base de Mogontiacum (actual Maguncia, Alemania). Luego ocupó el cargo de cuestor (c. 83/84), y una vez completada esta magistratura republicana tradicional, Prisco ingresó de pleno derecho en el Senado. Después fue tribuno de la plebe (c. 85/86) y pretor (c. 88/89); por lo general, un senador gobernaría una provincia pretoriana senatorial o imperial antes de convertirse en cónsul, pero no se sabe que provincia gobernó. Fue cónsul sufecto en el año 97 junto con Marco Annio Vero. Como vir consularis, Prisco fue admitido en el colegio de los epulonum Septemviri, uno de los cuatro sacerdocios romanos antiguos más prestigiosos. También se le encomendó gobernar, sucesivamente, las provincias imperiales de Germania Inferior (98-101), y Panonia (102-105), provincia que fue dividida en Panonia Superior, y Panonia Inferior al final de su gobernación.
El Digesto de Justiniano registra que el emperador Trajano invocó la ayuda de Prisco y Ticio Aristo por una cuestión de derecho. Según la Historia Augusta, corrió un rumor de que Trajano consideró hacer a Prisco su heredero del imperio, hasta el punto de decirle: "Te encomiendo las provincias, si algo llegara a sucederme", antes de decidir finalmente que Adriano lo sucedería. A pesar de ser un rival potencial por el trono, Prisco era uno de los jurisconsultos en los que el emperador Adriano confiaba para obtener consejos, dado a su gran prestigio como especialista del derecho romano, lo que incluso lo llevó a ser director de la escuela proculeyana junto a otro eminente jurista, Juvencio Celso.